# Saud của Ả Rập Xê Út
Saud bin Abdulaziz Al Saud (tiếng Ả Rập: سعود بن عبد العزيز آل سعود Su'ūd ibn 'Abd al-'Azīz Āl Su'ūd; 15 tháng 1 năm 1902 – 23 tháng 2 năm 1969) là quốc vương của Ả Rập Xê Út từ năm 1953 đến năm 1964. Sau một giai đoạn xung đột nội bộ tại Ả Rập Xê Út, ông bị buộc phải thoái vị và người thay thế là em trai ông, Faisal.

## Trước khi cai trị
Hoàng tử Saud sinh ngày 15 tháng 1 năm 1902 tại thành phố Kuwait. Ông là con trai thứ hai của Ibn Saud (còn được gọi là Abdulaziz), và sinh trong nhà ông nội là Amir Abdul Rahman. Họ sống tại Sikkat Inazza, là nơi gia tộc này lánh nạn sau khi rời Riyadh. Đến khi cha ông tái chiếm Riyadh vào năm 1902, Saud cùng mẹ và các anh em trở về quê hương.
Hoàng tử Saud có một người anh ruột là Turki I. và một chị/em gái ruột là Mounira. Mẹ của ông là vợ thứ nhì của Ibn Saud, tên là Wadhah bint Muhammad bin 'Hussein Al-Orair, bà thuộc bộ lạc Qahtan.
Từ khi năm tuổi, ông bắt đầu được Sheikh Abdul Rahman Al-Mufaireej dạy học. Ông được học Sharia và Quran, ngoài ra còn học bắn cung và cưỡi ngựa cùng các kỹ năng khác dưới sự giám sát của cha, cùng với đó là học về dòng dõi bộ lạc, cách thức đạt được thoả thuận hoà bình, nghệ thuật chiến tranh, chính trị, ngoại giao, quản trị theo cách thức Ả Rập truyền thống. Ông đi cùng cha trong nhiều cuộc chinh phục, tham gia một số chiến dịch trong quá trình thống nhất Ả Rập Xê Út. Ngoài ra, cha ông còn uỷ thác cho ông các cuộc chiến liên quan hoặc các sứ mệnh chính trị, hành chính và ngoại giao, qua đó ông chứng tỏ được bản thân đáp ứng kỳ vọng của cha và thậm chí còn gây ngạc nhiên cho cha. Quốc vương Ibn Saud phong ông làm người thừa kế vương vị vào năm 1933, và khuyên ông rằng cần luôn luôn tận tình phục vụ cho đại nghiệp của Đấng toàn năng, và khao khát nâng cao tiếng nói của Hồi giáo và cố gắng hết mình để chăm lo đến các mối quan tâm và vấn đề của thần dân, và trung thành về lời nói và hành động. Quốc vương Ibn Saud cũng khuyên ông hướng tới và tôn trọng các học giả Hồi giáo và bảo vệ đồng đạo của họ cũng như nghe lời khuyên của họ. Saud sau đó thề với cha rằng ông sẽ luôn trung thành tuân theo lời cha.
Sứ mệnh chính trị đầu tiên của Saud là vào năm 13 tuổi, khi ông dẫn một phái đoàn đến Qatar. Trận đánh đầu tiên của ông là tại Jirrab vào năm 1915, tiếp đến là tại Yatab  trong cùng năm, rồi đến trận Trubah vào năm 1919. Đến năm 1925, ông kết thúc cuộc khủng hoảng Almahmal tại Mecca. Năm 1929, ông chiến đấu để kết thúc cuộc khởi nghĩa của lực lượng Ikhwan tại Al Sebella. Vào ngày 11 tháng 5 năm 1933, ông được phụ vương phong làm thái tử. Năm 1934, Ibn Saud phái hai đoàn viễn chinh quân sự; một do Thái tử Saud lãnh đạo đi thu phục Najran và bí mật tiến qua vùng đồi núi gồ ghề để đến phần tây bắc của Yemen.
Sau chiến tranh với Yemen, Ibn Saud quyết định khuyến khích Saud đi ra nước ngoài. Đi cùng Saud là cố vấn của phụ vương tên là Fuad Hamzah và bác sĩ Medhat Sheikh el-Ard cùng những người khác. Saud đi qua Ngoại Jordan, Palestine, Iraq, Ai Cập và châu Âu. Ông đại diện cho phụ vương tại lễ đăng cơ của Quốc vương George VI của Anh vào năm 1937. Do có đức tính khiên tốn, nhã nhặn và chân thành nên Thái tử Saud đạt được thành công trong các chuyến thăm này, có mối quan hệ bằng hữu thân thiết với Quốc vương Ghazi I trẻ tuổi của Iraq, được Abdullah I của Jordan hoan nghênh nhiệt liệt.
Đến khi một cuộc khủng hoảng bùng phát giữa các quốc gia vùng vịnh Ba Tư là Bahrain và Qatar, Saud đến thăm Bahrain vào tháng 12 năm 1937 nhằm giúp dàn xếp các khác biệt giữa họ. Sau đó, ông tiến hành các chuyến đi khác cho đến trước khi bùng phát Chiến tranh thế giới thứ hai.
Sau thế chiến, một nhà nước Do Thái dường như sắp được thành lập tại Palestine, và các nhà lãnh đạo của nhiều quốc gia Ả Rập nhóm họp tại Inshas của Ai Cập vào năm 1946, Saud được đại diện cho phụ vương và quốc gia tham gia cuộc họp, và cùng thông qua nghị quyết tuyên bố rằng "chính nghĩa của người Palestine là chính nghĩa của toàn thể người Ả Rập". Năm 1947, Thái tử Saud đến thăm Hoa Kỳ và họp với Tổng thống Harry S. Truman, và ông cũng họp với các nhà lãnh đạo tại Anh, Pháp và Ý nhằm thông báo cho các nhà hoạch định chính sách về quan điểm của phụ vương và không chấp nhận việc xâm phạm quyền lợi của người Palestine.
Sau chuyến đi này, ông tập trung trước tiên vào cơ quan quản lý và xử lý tài chính quốc gia, được cho là cần thiết để hiện đại hoá và cải cách nhằm tăng thu nhập và chi tiêu. Sau khi tìm kiếm lời khuyên trợ giúp chuyên môn từ một số quốc gia thân thiết, chủ yếu là Hoa Kỳ, đồng riyal Ả Rập Xê Út được gắn với đô la Mỹ, cùng với đó là các cải cách về cấu trúc, quy định và thủ tục trong Bộ Tài chính; một ngân hàng trung ương với tên gọi là “Cơ quan Tiền tệ Ả Rập Xê Út” (“SAMA”) được thành lập vào năm 1952.
Ngoài các cải cách về tài chính và hành chính, báo cáo của Thái tử Saud dâng cho Ibn Saud chủ trương tiến hành các dự án hạ tầng quan trọng trên phạm vi toàn quốc, nhằm cải thiện hạ tầng cho người hành hương vốn dĩ rất quan trọng về mặt tôn giáo và kinh tế đối với vương quốc, và còn cải thiện cung cấp nước, đường sá, dịch vụ phát thanh, y tế, công việc địa phương, cải thiện cảng, tái tổ chức hải quan, và giáo dục bậc đại học. Các kế hoạch về tuyến đường nhựa giữa Jeddah và Mecca được Saud công bố trong dịp Hajj vào năm 1947, và kế hoạch đưa nước từ wadi Fatimah lân cận đến Jeddah được ông khánh thành vào tháng 11 cùng năm. Trong dịp Hajj vào năm 1950, Cao đẳng Mecca được thành lập, về sau trở thành Đại học Umm al-Qura. Nhiều cải cách trong số này, cùng với việc tái tổ chức hoàn toàn hệ thống quản trị công được nhận thức và công nhận là "các cải cách của Thái tử". Hội đồng tư vấn truyền thống tại Mecca mang tên "Majlis-ash-Shura" được mở rộng vào ngày 17 tháng 11 năm 1952.
Ngày 19 tháng 10 năm 1953, Ibn Saud bổ nhiệm Thái tử Saud làm thủ tướng của nội các đầu tiên. Trước đó, ông được bổ nhiệm làm Tư lệnh tối cao của Quân đội và các đơn vị nội an vào ngày 25 tháng 8 năm 1953. Trong giai đoạn này, Quân đội Ả Rập Xê Út được hiện đại hoá trên quy mô lớn nhờ giúp đỡ của Hoa Kỳ. Đội máy nay của Saudi Arabian Airlines cũng được mở rộng để phục vụ vận chuyển người hành hương, cũng như trong vương quốc. Ngày 10 tháng 6 năm 1953, Saud đặt viên đá tảng cho công trình mở rộng và nâng cấp Thánh đường Al-Masjid an-Nabawi tại Medina. Trước đó, sau một chuyến đi thăm, ông đề nghị với phụ vương về việc cần thiết phải tiến hành biện pháp này, và được phê chuẩn.

## Cai trị
Saud kế vị cha làm quốc vương vào ngày 9 tháng 11 năm 1953. Quốc vương Saud đăng cơ trong bầu không khí chính trị rất khác biệt so với thời của cha ông. Xét trên tầm quan trọng của các thách thức bên trong và bên ngoài mà Quốc vương Saud phải đối diện, cùng bối cảnh và tính chất quá trình rèn luyện của ông, thì các thống kê chứng tỏ rằng ông đã làm tốt trong việc đặt nền móng vững chắc và cung cấp hạ tầng và khuôn khổ thiết yếu cho hành trình để quốc gia đạt đến mục tiêu. Trong khi đó, ông không làm tổn hại hoặc để mất hình tượng đến vai trò chủ chốt của mình là người canh giữ hai thánh địa linh thiêng nhất của Hồi giáo. Nghiên cữu kỹ lưỡng cũng cho thấy rằng việc xử lý chi tiêu tài chính quốc gia trong giai đoạn này mặc dù không hoàn toàn phù hợp nếu xét theo tiêu chuẩn hiện đại, song thích hợp với truyền thống và mong muốn của cư dân trong nước, trong các xã hội bộ lạc và du mục. Quốc vương Saud có nhiều năm kinh nghiệm trong việc xử sự thành công với thần dân của mình, ông hiểu những gì họ cần, họ mong ước, những điều họ thích và không thích theo các truyền thống và các giá trị được họ quý trọng nhất.
Quốc vương Saud công bố lập Hội đồng Bộ trưởng mới trong bài phát biểu đầu tiên trong vai trò là Quốc vương. Thời gian cai trị của cha ông được chú ý với các cuộc chinh phục quân sự, còn ông có ý định biến thời gian mình cai trị thành "một cuộc chiến với nghèo đói, ngu dốt và bệnh tật bằng cách áp dụng công bằng các mệnh lệnh của luật ‘Sharia’ linh thiêng đối với toàn bộ mọi người mà không có ngoại lệ, và lập ra một đội quân mạnh mẽ”. Ông tiến hành một nỗ lực chân thành trong suốt thời gian cai trị của mình, chính sách của chính phủ được lên kế hoạch và tiến hành nhằm hiện thực hoá các mục tiêu này trong thời gian ngắn nhất có thể, đây là nhiệm vụ không dễ dàng, đặc biệt là trong bối cảnh địa phương và khu vực.
Nhằm đối phó tương xứng với trách nhiệm trước các thử thách này, và tạo điều kiện hiện thực hoá chương trình của mình, ban đầu ông tăng gấp đôi số bộ trưởng lên mười người bằng việc thêm chức bộ trưởng về giáo dục, nông nghiệp, y tế, công thương, cộng với hai tổng cục trưởng về lao động-phát thanh và thanh tra công cộng vào năm 1955, các chức bộ trưởng có từ trước đó là ngoại giao, tài chính, nội vụ, quốc phòng, và thông tin. Năm 1953, quyết định được tiến hành nhằm chuyển hai bộ từ Jeddah về thủ đô chính thức Riyadh. Việc này dẫn đến yêu cầu xây dựng các toà nhà mới phù hợp và cung cấp nhà ở đầy đủ cho các nhân viên. Việc này là dấu hiệu khởi đầu quá trình hiện đại hoá và phát triển Riyadh. Hoàng tử Faisal là em trai của Saud, được chỉ định làm người kế vị, và được bổ nhiệm làm thủ tướng song vẫn giữ chức cũ là Bộ trưởng Ngoại giao. Một kế hoạch 5 năm được bắt đầu theo phát biểu của nội các đầu tiên dưới thời Quốc vương Saud vào năm 1954. Đến năm 1957, Quốc vương Saud cũng thành lập "Đại học Quốc vương Saud" tại Riyadh.

### Ngoại giao

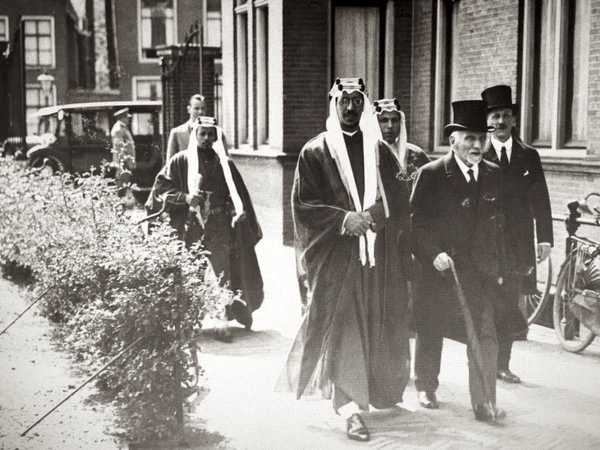
Hoàng tử Saud được Snouck Hurgronje (phải) tiếp tại Đại học Leiden vào năm 1936

Quốc vương Saud giữ một vai trò vô cùng quan trọng ở cấp độ khu vực, thế giới Ả Rập, Hồi giáo và quốc tế. Vị thế nổi bật của ông trong thế giới Hồi giáo và cá tính mạnh khiến cho ông có được thành công trong nhiều nỗ lực nhằm tăng cường và củng cố các mối quan hệ. Ông khởi đầu chuyến thăm thế giới của mình sau khi hoàn thành chuyến thăm đến các vùng trong nước. Ông khởi đầu hành trình vào năm 1954 tại Ai Cập, sau đó là Kuwait, Bahrain, Jordan, Yemen và Pakistan.
Ông tuyên bố rằng mục đích duy nhất của ông là "thống nhất người Hồi giáo khắp thế giới" thành một thực thể mạnh mẽ. Quốc vương Saud tin vào một chính sách không liên kết, ông thảo luận kỹ lưỡng điều này với Thủ tướng Jawaharlal Nehru trong một chuyến công du chính thức đến Ấn Độ. Ông cũng cố gắng giữ cho khu vực không tham gia các liên minh và khối chính trị nếu chúng chỉ phục vụ cho lợi ích của bên ngoài, do đó ông từ chối tham gia Công ước Baghdad do Hoa Kỳ bảo trợ nhằm chống lại việc chủ nghĩa cộng sản mở rộng ảnh hưởng trong khu vực.
Bất chấp áp lực từ phương Tây, ông chấp thuận gặp Tổng thống Ai Cập Gamal Abdel Nasser và Tổng thống Syria Shukri al-Quwatli tại Cairo vào tháng 3 năm 1956, họ ra một tuyên bố chung về các vấn đề an ninh và quốc phòng, cùng các thoả thuận khác về tài chính, kinh tế và phát triển. Như trong tháng 11 năm 1955, ông cấp khoản vay 16 triệu USD cho Syria trong vòng 5 năm. Ông chấp thuận trao đổi sản phẩm và miễn giấy phép cùng thuế quan nhập khẩu cho nông sản. Do Israel liên tiếp tấn công vào Jordan trong năm 1955, Quốc vương Saud mời các nhà lãnh đạo quân sự của Ai Cập, Syria, Liban và Jordan đến Riyadh nhằm thảo luận về phương pháp chống xâm lăng. Ông chấp thuận bù đắp toàn bộ phí tổn để củng cố Vệ binh và Quân đội Jordan. Ông cũng ủng hộ Cách mạng Algeria về mặt ngoại giao và tài chính, duy trì cho đến khi quốc gia này độc lập vào năm 1962. Imam Ahmad bin Yahya của Yemen ký kết thoả thuận phòng thủ chung với Ả Rập Xê Út, Ai Cập và Syria, sự kiện này diễn ra sau khi Imam gặp Quốc vương Saud và các nhà lãnh đạo khác vào năm 1956.
Ông giữ vững sự ủng hộ cho Ai Cập sau khi Công ty Kênh đào Suez được quốc hữu hoá vào ngày 26 tháng 7 năm 1956. Ông cũng tăng cường quan hệ với Quốc vương Faisal II của Iraq sau một cuộc họp tại Dammam vào ngày 20 tháng 9 năm 1956. Trong cùng tháng, ông họp với Gamal Abdel Nasser và Shukri al-Quwatli, và xác nhận ông hoàn toàn ủng hộ lập trường của Ai Cập trong cuộc khủng hoảng. Khi liên quân xâm chiếm Ai Cập vào ngày 29 tháng 10 năm 1956 do quyết định quốc hữu hoá, Quốc vương Saud tuyên bố tổng động viên, và nhiều hoàng tử như Fahd nằm trong danh sách đăng lính. Nhằm gây áp lực lên các chính phủ Anh và Pháp, ông cấm toàn bộ tàu chở dầu của Anh và Pháp cũng như của các nước này chở dầu của Ả Rập Xê Út đến hai nước này, và cũng cắt đứt quan hệ với Anh và Pháp.
Tổng thống Hoa Kỳ Dwight D. Eisenhower mời Quốc vương Saud tiến hành chuyến hăm chính thức đến Hoa Kỳ và năm 1957, Eisenhower cho rằng Saud giữ vai trò chút chốt trong việc thực hiện học thuyết của mình về ngăn chặn và chiến đấu với chủ nghĩa cộng sản tại các quốc gia Trung Đông và Hồi giáo. Tháng 1 năm 1957, Quốc vương Sau họp với các tổng thống Gamal Abdel Nasser và Shukri al-Quwatli tại Cairo, họ thuyết phục Eisenhower gây áp lực để chính phủ Israel rút về biên giới đình chiến trước đây. Ông ký một thoả thuận 10 năm với các tổng thống của Ai Cập và Syria và với Quốc vương Hussein của Jordan nhằm giảm gánh nặng tài chính của Jordan do chiến tranh với quân Do Thái.
Ông cũng thảo luận với Eisenhower về tranh chấp với Anh về ốc đảo Buraimi, một khu có dầu mỏ nằm giữa biên giới của Ả Rập Xê Út, Oman và Abu Dhabi do Anh bảo hộ. Vấn đề ốc đảo là một trong các vấn đề được nêu lên từ thời phụ vương ông trị vì song vẫn chưa được giải quyết. Sau một số đụng độ, vụ việc được đưa ra toà án trọng tài quốc tế vào thời Saud cai trị.
Trong một bữa tiệc do Tổng thư ký Liên Hợp Quốc Dag Hammarskjöld tổ chức, Quốc vương Saud phát biểu về các phàn nàn khác nhau của người Ả Rập, dựa theo Hiến chương Liên Hợp Quốc và các cơ quan quyền lực của họ. Ông kêu gọi các quốc gia xem trọng hiến chương và thi hành một cách đầy đủ; ông cũng phát biểu về kết quả và ảnh hưởng của Chiến tranh Lạnh.
Theo học thuyết của mình, Tổng thống Hoa Kỳ Dwight D. Eisenhower cung cấp một khoản vay 25 triệu USD cho chính phủ Ả Rập Xê Út vào ngày 24 tháng 1 năm 1957. Đổi lại, Quốc vương Saud giải thích rằng ông sẽ từ chối viện trợ quân sự của Liên Xô để chiến đấu với người Anh, và rằng chính sách của Anh đã thúc đẩy người Ả Rập tìm kiếm giúp đỡ của Liên Xô. Ông cũng nhấn mạnh rằng các quốc gia không liên kết được hưởng lợi từ viện trợ của Liên Xô lớn hơn lợi ích mà các quốc gia đồng minh của Mỹ được hưởng từ viện trợ của Mỹ, cho rằng Mỹ cần tăng viện trợ nếu muốn thành công. Quốc vương Saud yêu cầu Eisenhower gây pháp lực lên Israel rút khỏi các lãnh thổ mà họ chiến đóng và giải quyết vấn đề Palestine, và thuyết phục Pháp đạt được thỏa thuận giải quyết vấn đề độc lập cho Algeria. Mặt khác, ông cam kết thông báo cho người Ả Rập về Học thuyết Eisenhower và các mục tiêu của nó.
Quốc vương Saud giải thích với Eisenhower rằng một phần lớn trong ngân sách quốc gia đã được dành cho các dự án phát triển và kế hoạch 5 năm, và ông cần viện trợ quân sự để có thể thực hiện bất kỳ vai trò nào nhằm chống lại chủ nghĩa cộng sản, chính phủ Hoa Kỳ chấp thuận trao cho ông một khoản vay trị giá 250 triệu đô la và các loại vũ khí, và đào tạo quân đội Ả Rập Xê Út sử dụng chúng. Đổi lại, chính phủ Hoa Kỳ được cấp quyền sử dụng sân bay Dhahran trong 5 năm.
Quốc vương Saud có được kết quả tích cực trong việc đảm bảo lợi ích tối đa cho quốc gia mình trong chuyến thăm đến Hoa Kỳ lần này. Trước khi thông báo cho những người đồng cấp Ả Rập về kết quả này và học thuyết Eisenhower, Quốc vương Saud đến thăm Tây Ban Nha, Maroc, Tunisia, và Libya và thông báo kết quả cho họ. Vào tháng 2 năm 1957, ông gặp các nhà lãnh đạo của Ai Cập, Syria và Jordam tại Cairo và thông báo về các mục tiêu của Dwight D. Eisenhower. Do ảnh hưởng từ Tổng thống Ai Cập Gamal Abdel Nasser và Tổng thống Syria Shukri al-Quwatli, Quốc vương Saud vì muốn ủng hộ một lập trường Ả Rập thống nhất nên đã quyết định ủng hộ quyết định của họ về việc không đóng góp trong Học thuyết Eisenhower. Khi Cộng hoà Iraq quyết định sáp nhập Kuwait vào năm 1961, Quốc vương cấp bách bảo vệ Kuwait và lãnh thổ của họ bằng cách phản đối trong các diễn đàn quốc tế. Ông tuyên bố rằng bất kỳ hành động nào chống lại Kuwait đều là chống lại Ả Rập Xê Út.

## Đấu tranh với Faisal
Một cuộc đấu tranh mãnh liệt giữa hai con trai lớn của Ibn Saud là Saud và Faisal bùng phát ngay sau khi vị quốc vương khai quốc này từ trần. Thu nhập từ dầu mỏ gia tăng không giải quyết được vấn đề tài chính liên quan đến các khoản nợ mà Saud kế thừa từ thời phụ vương, ước tính là 200 triệu USD vào năm 1953. Trên thực tế, khoản nợ này tăng hơn gấp đôi vào năm 1958, lên đến 450 triệu USD. Riyal Ả Rập Xê Út bị mất một nửa giá trị chính thức so với USD. Aramco và các ngân hàng quốc tế đều từ chối yêu cầu tín dụng của Ả Rập Xê Út. Saud đình chỉ một vài dự án cấp chính phủ do ông từng khởi xướng, song tiếp tục dành chi tiêu cho các cung điện xa xỉ.
Saud và Faisal tiến hành đấu tranh trong một cuộc chiến nội bộ về định nghĩa trách nhiệm chính trị và phân chia chức năng chính phủ. Saud thường bị gắn với những thứ như tước đoạt thu nhập từ dầu mỏ, cung điện xa xỉ, âm mưu trong và ngoài nước còn Faisal gắn với tính điềm tĩnh, đạo đức, thông thái về tài chính và hiện đại hoá. Hơn nữa, xung đột giữa hai anh em thường được mô tả là bắt nguồn từ mong muốn của Faisal về kiềm chế chi tiêu của anh trai và giải quyết khủng hoảng tài chính của Ả Rập Xê Út.

Cuộc đấu tranh giữa hai anh em diễn ra về vai trò được phân cho Hội đồng Bộ trưởng. Saud bãi bỏ chức thủ tướng bằng một chiếu chỉ, do đó có địa vị là quốc vương cũng như thủ tướng trên danh nghĩa. Trong khi đó, Faisal dự kiến có nhiều quyền lực hơn với tư cách là thái tử và phó thủ tướng.

### Thoái vị
Các thành viên trong gia tộc của Saud lo lắng về tính phóng đãng của ông và việc ông bất lực trong việc đương đầu với các thách thức xã hội chủ nghĩa của Nasser. Tham nhũng và chậm tiến khiến chế độ bị suy yếu. Tuyên truyền chống Ả Rập Xê Út của Đài phát thanh Cairo có được một nhóm thính giả tiếp nhận.
Quốc vương Saud và Faisal tiếp tục đấu tranh quyền lực cho đến năm 1962, khi Faisal thành lập một nội các không có Quốc vương do đang ra nước ngoài điều trị y tế. Faisal liên minh với Hoàng tử Fahd và Hoàng tử Sultan. Chính phủ mới của Faisal loại trừ các con trai của Saud. Faisal cam kết một cải cách mười điểm, bao gồm soạn thảo một luật cơ bản, bãi bỏ chế độ nô lệ và thành lập một hội đồng tư pháp.
Đến khi trở về, Quốc vương Saud bác bỏ sắp xếp mới của Faisal và đe doạ huy động Cận vệ Hoàng gia chống lại em mình. Faisal phản ứng bằng cách yêu cầu Quốc vương Saud lập ông ta làm người nhiếp chính và chuyển giao toàn bộ quyền lực hoàng gia cho ông ta. Trong việc này, Faisal nhận được ủng hộ mang tính cốt yếu của ulema (giới học giả Hồi giáo tinh hoa), bao gồm một fatwa (chỉ dụ) do đại mufti của Ả Rập Xê Út (một người thân bên họ mẹ của Faisal) ban bố có nội dung là kêu gọi Quốc vương Saud bằng lòng với các yêu cầu của em mình.
Quốc vương Saud từ chối, khiến Faisal ra lệnh cho Vệ binh Hoàng gia bao vây cung của Saud. Saud cuối cùng phải nhượng bộ và chỉ định Faisal làm người nhiếp chính, trên thực tế biến mình thành bù nhìn. Đến tháng 11, ulema cùng nội các và các thành viên cao cấp trong hoàng gia buộc Saud phải thoái vị, và Faisal trở thành quốc vương.
Saud bị buộc phải sang sống lưu vong tại Genève, Thuỵ Sĩ, và sau đó ông đến các thành phố khác tại châu Âu. Vào năm 1966, Saud được Nasser mời sang sống tại Ai Cập; tường thuật khác cho biết rằng Quốc vương Saud đến Ai Cập với tư cách tị nạn và ở lại đây từ năm 1965 đến năm 1967. Quốc vương Saud cũng được phép phát tuyên truyền trên Đài Phát thanh Cairo. Một số con trai của ông như Hoàng tử Khalid, Hoàng tử Badr, Hoàng tử Sultan và Hoàng tử Mansur, đi theo ông và ủng hộ các nỗ lực của ông nhằm đoạt lại vương vị. Tuy nhiên, từ sau Chiến tranh Sáu ngày vào năm 1967 giữa Ai Cập và Israel, ông mất đi ủng hộ từ Ai Cập và sang định cư tại Hy Lạp cho đến khi mất vào năm 1969.

## Cuộc sống cá nhân

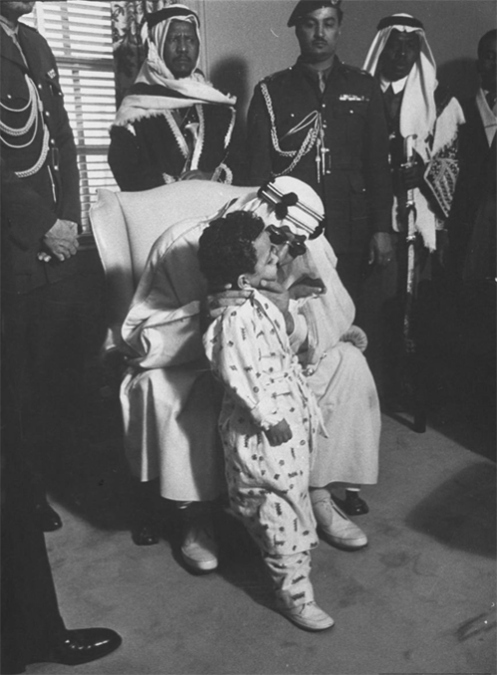
Saud cùng con trai Mashhoor

Saud có 115 người con với nhiều người vợ. Phần phả hệ trên King Saud Foundation Website có tên các vợ, con và cháu của Saud. Chỉ một vài người con của ông có vai trò công cộng.
Con cả của ông là Fahad bin Saud bin Abdulaziz Al Saud, từng giữ chức bộ trưởng quốc phòng. Người con út tên là Basmah bint Saud, hiện sống tại Acton, London. Con trai thứ ba của ông là Muhammed từng là thống đốc của vùng Al Bahah, và mất năm 2012. Hoàng tử Mishari thay anh trai làm thống đốc Al Bahah với cấp bậc bộ trưởng vào tháng 8 năm 2010.
Một người con trai khác là Mishaal giữ chức thống đốc vùng Najran từ năm 1996 đến tháng 11 năm 2008. Hoàng tử Abdul Rahman (1946–2004) là một người ủng hộ của Al Nassr FC. Một người con trai khác là Badr bin Saud (1934–2004) từng giữ chức thống đốc Riyadh trong thời gian Saud cai trị, còn hoàng tử Hussam bin Saud bin Abdulaziz Al Saud là một doanh nhân.
Ông có một con gái tên là Hajer, mất ở nước ngoài vì bệnh vào ngày 17 tháng 11 năm 2011. Một người con gái khác tên là Noura, bà là mẹ của cựu phó bộ trưởng quốc phòng Fahd bin Abdullah bin Mohammed Al Saud và mất vào năm 2013. Một người con gái khác tên là Hessah, bà là nữ giới Ả Rập Xê Út đầu tiên trở thành một hiệu trưởng. Fahda sinh năm 1951 là một nghệ sĩ. Năm 2001, một người con gái của Saud tên là Buniah (sinh năm 1960) bị bắt và buộc tội hành hung người hầu tại Florida, Hoa Kỳ.
Sau khi anh trai là Turki mất, Saud kết hôn với chị dâu là Muneera bint Obaid; con gái của họ là Al Anoud mất vào tháng 1 năm 2006 ở tuổi 83 và được chôn tại Mecca.
Ông được mô tả là "dù không to lớn như người cha lừng lẫy của ông, song Quốc vương Saud cao khoảng sáu feet hai inch (1,88 m) và nặng hơn hai trăm pound (91 kg). Giống như cha mình, ông bị mắt kém song cũng kế thừa từ cha nụ cười lôi cuốn và khả năng hóm hỉnh sâu sắc, nên có được nhiều bạn bè."

## Qua đời
Saud mất vào năm 67 tuổi vào ngày 24 tháng 1 năm 1969, tức ngày 6 tháng Dhul-Hijja năm 1388 theo lịch Hồi giáo, tại Athens, Hy Lạp. Thi thể của ông được đưa về nước và tang lễ được tiến hành tại Nhà thờ Al-Masjid al-Haram. Ông được an táng gần mộ của cha và ông nội tại nghĩa trang "Al Oud" thuộc Riyadh.

## Tổ tiên
| \| \| \| \| \| \| \| \| \| \| \| \| \| \| \| \| \| \| \| \| 16. Turki bin Abdullah bin Muhammad Al Saud \| \| \| \| \| \| \| \| \| \| \| \| \| \| \| \| \| \| \| \| \| \| \| \| \| \| \| \| \| \| \| \| \| \| \| \| \| \| \| \| \| \| \| \| \| \| \| \| \| \| \| \| \| \| 8. Faisal bin Turki bin Abdullah Al Saud \| \| \| \| \| \| \| \| \| \| \| \| \| \| \| \| \| \| \| \| \| \| \| \| \| \| \| \| \| \| \| \| \| \| \| \| \| \| \| \| \| \| \| \| \| \| \| \| \| \| \| \| \| \| 17. Hia bint Hamad bin Ali Al Faqih Angari Tamimi \| \| \| \| \| \| \| \| \| \| \| \| \| \| \| \| \| \| \| \| \| \| \| \| \| \| \| \| \| \| \| \| \| \| \| \| \| \| \| \| \| \| \| \| \| \| \| \| \| \| \| \| \| \| 4. Abdulrahman bin Faisal bin Turki Al Saud \| \| \| \| \| \| \| \| \| \| \| \| \| \| \| \| \| \| \| \| \| \| \| \| \| \| \| \| \| \| \| \| \| \| \| \| \| \| \| \| \| \| \| \| \| \| \| \| \| \| \| \| \| \| 18. Mishari bin Abdulrahman bin Hassan Al Saud \| \| \| \| \| \| \| \| \| \| \| \| \| \| \| \| \| \| \| \| \| \| \| \| \| \| \| \| \| \| \| \| \| \| \| \| \| \| \| \| \| \| \| \| \| \| \| \| \| \| \| \| \| \| 9. Sarah bint Mishari bin Abdulrahman bin Hassan Al Saud \| \| \| \| \| \| \| \| \| \| \| \| \| \| \| \| \| \| \| \| \| \| \| \| \| \| \| \| \| \| \| \| \| \| \| \| \| \| \| \| \| \| \| \| \| \| \| \| \| \| \| \| \| \| 2. Abdulaziz bin Abdulrahman Al Saud \| \| \| \| \| \| \| \| \| \| \| \| \| \| \| \| \| \| \| \| \| \| \| \| \| \| \| \| \| \| \| \| \| \| \| \| \| \| \| \| \| \| \| \| \| \| \| \| \| \| \| \| \| \| 20. Mohammed bin Turki bin Suleiman Al Sudairi \| \| \| \| \| \| \| \| \| \| \| \| \| \| \| \| \| \| \| \| \| \| \| \| \| \| \| \| \| \| \| \| \| \| \| \| \| \| \| \| \| \| \| \| \| \| \| \| \| \| \| \| \| \| 10. Ahmed Al Kabir bin Mohammed bin Turki Al Sudairi \| \| \| \| \| \| \| \| \| \| \| \| \| \| \| \| \| \| \| \| \| \| \| \| \| \| \| \| \| \| \| \| \| \| \| \| \| \| \| \| \| \| \| \| \| \| \| \| \| \| \| \| \| \| 5. Sarah bint Ahmed Al Kabir bin Mohammed Al Sudairi \| \| \| \| \| \| \| \| \| \| \| \| \| \| \| \| \| \| \| \| \| \| \| \| \| \| \| \| \| \| \| \| \| \| \| \| \| \| \| \| \| \| \| \| \| \| \| \| \| \| \| \| \| \| 1. Saud bin Abdulaziz Al Saud \| \| \| \| \| \| \| \| \| \| \| \| \| \| \| \| \| \| \| \| \| \| \| \| \| \| \| \| \| \| \| \| \| \| \| \| \| \| \| \| \| \| \| \| \| \| \| \| \| \| \| \| \| \| 12. 'Hussein Al Orair \| \| \| \| \| \| \| \| \| \| \| \| \| \| \| \| \| \| \| \| \| \| \| \| \| \| \| \| \| \| \| \| \| \| \| \| \| \| \| \| \| \| \| \| \| \| \| \| \| \| \| \| \| \| 6. Muhammad bin 'Hussein Al-Orair \| \| \| \| \| \| \| \| \| \| \| \| \| \| \| \| \| \| \| \| \| \| \| \| \| \| \| \| \| \| \| \| \| \| \| \| \| \| \| \| \| \| \| \| \| \| \| \| \| \| \| \| \| \| 3. Wadhah bint Muhammad bin 'Hussein Al Orair [5] \| \| \| \| \| \| \| \| \| \| \| \| \| \| \| \| \| \| \| \| \| \| \| \| \| \| \| \| \| \| \| \| \| \| \| \| \| \| \| \| \| \| \| \| \| \| \| \| \| \| \| \| \| \| 7. Abta Sardah \| \| \| \| \| \| \| \| \| \| \| \| \| \| \| \| \| \| \| \| \| \| \| \| \| \| \| \| \| \| \| \| \| \| \| \| \| \| \| \| \| \| \| \| \| \| \| \| \| \| \| \| |                                                          |  |  |  |  |  |  |  |  |  |  |  |  |  |  |  |
| |                                                          |  |  |  |  |  |  |  |  |  |  |  |  |  |  |  |
| | 16. Turki bin Abdullah bin Muhammad Al Saud              |  |  |  |  |  |  |  |  |  |  |  |  |  |  |  |
| |                                                          |  |  |  |  |  |  |  |  |  |  |  |  |  |  |  |
| |                                                          |  |  |  |  |  |  |  |  |  |  |  |  |  |  |  |
| | 8. Faisal bin Turki bin Abdullah Al Saud                 |  |  |  |  |  |  |  |  |  |  |  |  |  |  |  |
| |                                                          |  |  |  |  |  |  |  |  |  |  |  |  |  |  |  |
| |                                                          |  |  |  |  |  |  |  |  |  |  |  |  |  |  |  |
| | 17. Hia bint Hamad bin Ali Al Faqih Angari Tamimi        |  |  |  |  |  |  |  |  |  |  |  |  |  |  |  |
| |                                                          |  |  |  |  |  |  |  |  |  |  |  |  |  |  |  |
| |                                                          |  |  |  |  |  |  |  |  |  |  |  |  |  |  |  |
| | 4. Abdulrahman bin Faisal bin Turki Al Saud              |  |  |  |  |  |  |  |  |  |  |  |  |  |  |  |
| |                                                          |  |  |  |  |  |  |  |  |  |  |  |  |  |  |  |
| |                                                          |  |  |  |  |  |  |  |  |  |  |  |  |  |  |  |
| | 18. Mishari bin Abdulrahman bin Hassan Al Saud           |  |  |  |  |  |  |  |  |  |  |  |  |  |  |  |
| |                                                          |  |  |  |  |  |  |  |  |  |  |  |  |  |  |  |
| |                                                          |  |  |  |  |  |  |  |  |  |  |  |  |  |  |  |
| | 9. Sarah bint Mishari bin Abdulrahman bin Hassan Al Saud |  |  |  |  |  |  |  |  |  |  |  |  |  |  |  |
| |                                                          |  |  |  |  |  |  |  |  |  |  |  |  |  |  |  |
| |                                                          |  |  |  |  |  |  |  |  |  |  |  |  |  |  |  |
| | 2. Abdulaziz bin Abdulrahman Al Saud                     |  |  |  |  |  |  |  |  |  |  |  |  |  |  |  |
| |                                                          |  |  |  |  |  |  |  |  |  |  |  |  |  |  |  |
| |                                                          |  |  |  |  |  |  |  |  |  |  |  |  |  |  |  |
| | 20. Mohammed bin Turki bin Suleiman Al Sudairi           |  |  |  |  |  |  |  |  |  |  |  |  |  |  |  |
| |                                                          |  |  |  |  |  |  |  |  |  |  |  |  |  |  |  |
| |                                                          |  |  |  |  |  |  |  |  |  |  |  |  |  |  |  |
| | 10. Ahmed Al Kabir bin Mohammed bin Turki Al Sudairi     |  |  |  |  |  |  |  |  |  |  |  |  |  |  |  |
| |                                                          |  |  |  |  |  |  |  |  |  |  |  |  |  |  |  |
| |                                                          |  |  |  |  |  |  |  |  |  |  |  |  |  |  |  |
| | 5. Sarah bint Ahmed Al Kabir bin Mohammed Al Sudairi     |  |  |  |  |  |  |  |  |  |  |  |  |  |  |  |
| |                                                          |  |  |  |  |  |  |  |  |  |  |  |  |  |  |  |
| |                                                          |  |  |  |  |  |  |  |  |  |  |  |  |  |  |  |
| | 1. Saud bin Abdulaziz Al Saud                            |  |  |  |  |  |  |  |  |  |  |  |  |  |  |  |
| |                                                          |  |  |  |  |  |  |  |  |  |  |  |  |  |  |  |
| |                                                          |  |  |  |  |  |  |  |  |  |  |  |  |  |  |  |
| | 12. 'Hussein Al Orair                                    |  |  |  |  |  |  |  |  |  |  |  |  |  |  |  |
| |                                                          |  |  |  |  |  |  |  |  |  |  |  |  |  |  |  |
| |                                                          |  |  |  |  |  |  |  |  |  |  |  |  |  |  |  |
| | 6. Muhammad bin 'Hussein Al-Orair                        |  |  |  |  |  |  |  |  |  |  |  |  |  |  |  |
| |                                                          |  |  |  |  |  |  |  |  |  |  |  |  |  |  |  |
| |                                                          |  |  |  |  |  |  |  |  |  |  |  |  |  |  |  |
| | 3. Wadhah bint Muhammad bin 'Hussein Al Orair            |  |  |  |  |  |  |  |  |  |  |  |  |  |  |  |
| |                                                          |  |  |  |  |  |  |  |  |  |  |  |  |  |  |  |
| |                                                          |  |  |  |  |  |  |  |  |  |  |  |  |  |  |  |
| | 7. Abta Sardah                                           |  |  |  |  |  |  |  |  |  |  |  |  |  |  |  |
| |                                                          |  |  |  |  |  |  |  |  |  |  |  |  |  |  |  |
| |                                                          |  |  |  |  |  |  |  |  |  |  |  |  |  |  |  |